# Johann Baptist Metz
Johann Baptist Metz (5 d'agost de 1928) és un teòleg alemany nascut a Welluck (ciutat de la regió de Baviera). Va ser professor de teologia fonamental de la Universitat de Münster el 1963. Deixeble de Karl Rahner. Va ser ordenat prevere el 1954. Cofundador de la revista Concilium (1965). Assessor des de 1969 del pontifici Secretariat per als No Creients.

## Biografia
Com a adolescent, Metz havia estat reclutat en l'exèrcit alemany cap al final de la Segona Guerra Mundial el 1944. Sis mesos abans del final de la guerra, va ser capturat pels nord-americans i enviat a camps de presoners de guerra a Maryland i després Virgínia. Després de la guerra, es va traslladar a Alemanya i va estudiar a la Universitat d'Innsbruck, produint dissertacions sobre la filosofia de Martin Heidegger i la teologia de Tomàs d'Aquino, sota la supervisió de Karl Rahner. La seva experiència a la guerra coincideix amb la del teòleg calvinista alemany Jürgen Moltmann que continuaria escrivint amb Metz la teologia política en un context d'afrontament directe amb el nazisme.

## Teologia
La seva obra, es caracteritza per donar una importància fonamental a la política dins de la reflexió teològica, una cosa que el porta a ser considerat el fundador de la Nova Teologia Política, un marc conceptual que seria la llavor i posteriorment el motor del que s'anomenaria teologia de l'alliberament.
Una de les seves claus, la fonamental, és l'experiència de l'holocaust, revisant així la història (evitant que es converteixi en pura historiografia) posant en relleu el record dels anònims sofrents. Tenint-los presents en aquesta memòria, es parla així d'una raó ananmètica. D'aquesta forma la narrativa, la literatura, es converteixen en aliat inevitable de la història com a element clau per entendre-la.
També afronta el patiment "a causa de Déu" davant el qual adopta la posició del poble jueu d'una "pobresa de cor" sent incapaç de donar solucions mítiques o especulatives com ara el "sofriment de Déu". Recorda l'oració jueva: "Si Et conegués, no series Tu".
Discuteix també la posició de sant Agustí segons a qual el sofriment de l'home prové de la llibertat de l'home, ja que segons Metz, trasllada el misteri del sofriment de l'home a causa de Déu a l'home mateix. L'alternativa cristiana està en l'apocalíptica: "«Sense apocalíptica, la cristologia es converteix en una ideologia de triomfadors", ja que l'única resposta comprensible que tindrà l'home la trobarà després de la mort. Aquesta fugida del que és apocalíptic en l'home actual és la causa i l'origen del dolor de l'home: "Qui separa harmoniosament cristologia i apocalíptica; qui escolta, per exemple, el discurs sobre la resurrecció de Crist de manera que el clam apocalíptic del Fill abandonat a la creu per Déu es fa inaudible, aquest tal no escolta l'Evangeli, sinó un arcaic mite de triomfadors".
L'opció de l'home davant la incomprensibilitat de Déu és la pregària. Així diu: «Estava Israel content amb el seu Déu?. Estava Jesús content amb el seu Pare?. Fa feliç la religió?. Atorga identitat?. Proporciona llar espiritual, seguretat, pau amb un mateix?. Apaivaga l'angoixa?. Dona resposta a les preguntes?. Satisfà els desitjos, almenys els més ardents?. Ho dubto. Per a què serveix llavors la religió?. Per a què les seves oracions?. Demanar Déu a Déu ... ».
Així mateix ofereix alternatives per a la modernització de l'Església basades en Esglésies de base encardinades en la seva història i en la tradició original cristiana.
Metz ha estat en diàleg amb el marxisme progressiu, especialment Walter Benjamin i els autors de l'escola de Frankfurt. Fa una crítica ferotge del que ell anomena cristianisme burgès i creu que l'evangeli cristià s'ha convertit en menys creïble perquè s'ha embullat amb la religió burgesa. La seva obra Glaube in Geschichte und Gesellschaft (La fe en la història i en la societat) ho desenvolupa des d'aquesta perspectiva.

## Algunes obres
No existeix obra seva traduïda al català, en castellà però:
- "Memoria Passionis", Ed Sal Terrae, Un compendi extens de tota la seva obra
- "Esperar a pesar de todo" Ed Trotta, con Elie Wiesel .Colección: Estructuras y Procesos. Religión. ISBN 978-84-8164-050-2. Any d'edició: 1996
- Pasión de Dios: la existencia de las órdenes religiosas hoy, Tiemo Rainer Peters. Barcelona: Herder , 1992. ISBN 84-254-1809-7
- Más allá de la religión burguesa: sobre el futuro del cristianismo, Sígueme , 1982. ISBN 84-301-0874-2
- La Fe, en la Historia y la Sociedad: esbozo de una teología política fundamental para nuestro tiempo, Ediciones Cristiandad , 1979. ISBN 84-7057-262-8
- Las órdenes religiosas: su misión en un futuro próximo como testimonio vivo del seguimiento de Cristo, Barcelona: Herder , 1978.
- "La provocación del discurso de Dios" con Joseph Ratzinger, la filósofa judía de la religión Eveline Goodman-Thau y Jürgen Moltmann. Ed trotta. ISBN 978-84-8164-469-2. Any d'edició: 2001
- "Dios y tiempo". Ed Trotta. Colección: Estructuras y Procesos. Religión. ISBN 978-84-8164-516-3. Any d'edició: 2002